# Молчун (фильм, 1995)
«Молчун» (англ. Code Name: The Silencer) — американский боевик 1995 года выпуска.

## Сюжет
Профессиональный убийца ликвидирует двух гангстеров, а лицо, заказавшее убийство, «сдает» его полиции. Отсидевший в тюрьме полтора года он бежит из тюрьмы и начинает искать тех, кто его предал. Информатор, который передавал деньги, вывел его на след, приведший в подразделение полиции, которое как раз и проводило его арест.